# Блицкриг 3
«Блицкриг 3» (от нем. Blitzkrieg — «молниеносная война») — компьютерная игра в жанре онлайн-стратегии в реальном времени, разработанная и изданная российской компанией Nival, последняя на данный момент часть серии «Блицкриг». Действие игры разворачивается в период Второй мировой войны.
6 мая 2015 была выпущена в раннем доступе в Steam. 2 июня 2017 года вышла полная версия игры.

## Игровой процесс
«Блицкриг 3» является первой стратегией в реальном времени, использующей нейронные сети для искусственного интеллекта противников. Искусственный интеллект был назван Борис; он играет на уровне опытного игрока, не используя скрытой информации о противнике.
Игра охватывает основной период Второй мировой войны: от вторжения немецких войск в Польшу в 1939 году до взятия советскими войсками Берлина в 1945 году. Всего в игре представлено более 60 исторических миссий и более 200 боевых единиц. В рамках кампании можно взять под своё командование войска трех игровых фракций — СССР, Западные Союзники и Страны Оси.
Для игры по сети доступны три игровые стороны: СССР, Западные Союзники и Германия. В дополнение к классическим режимам Схватки 1x1, 2x2 и 3x3 в «Блицкриг 3» был добавлен асимметричный режим схватки, в котором один игрок атакует, а второй обороняется.

## История разработки
«Блицкриг 3» разрабатывался компанией Nival с 2011 года. Первоначально планировалось, что сюжет игры будет повествовать о Вьетнамской войне, однако, по словам разработчиков, от этой идеи было решено отказаться на раннем этапе разработки. Анонс игры состоялся 13 августа 2013 года на фоне скандала с Company of Heroes 2. В интервью журналу «Игромания» генеральный продюсер игры Сергей Орловский отметил:

Разработка «Блицкрига 3» началась задолго до описанного случая, но официального анонса не было. Сложившаяся с Company of Heroes 2 ситуация нас тоже задела, поэтому мы решили сказать, что мы делаем отличную, исторически корректную стратегию, в которую можно играть за все три стороны конфликта, не боясь навешивания очередных ярлыков.
В августе 2014 года начался первый этап закрытого теста игры, а в октябре он был продолжен. 3 февраля 2015 года было объявлено о том, что выпуск бета-версии, запланированный изначально на февраль, откладывается. Тем не менее, разработчики пообещали начать закрытое тестирование альфа-версии 23 февраля, в котором смогут принять участие все игроки, оформившие предзаказ игры. Первый этап закрытого тестирования альфа-версии проходил с 20 по 24 февраля 2015 года, второй этап — с 26 февраля по 11 марта, третий этап — с 13 по 27 марта, четвёртый этап — с 31 марта по 28 апреля.
6 мая 2015 года игра стала доступной в раннем доступе в сервисе цифровой дистрибуции Steam. 1 июля 2015 года разработчиками был представлен новый режим, позволяющий игроку возглавлять оборону базы; ранее защиту мог осуществлять только ИИ. 20 августа Nival анонсировал масштабную переработку боевой системы игры — ТТХ военной техники были приближены к историческим прототипам, была добавлена более подробная информация о бронировании и вооружении юнитов.
В обновлении от 25 августа 2015 года появилась возможность назначать командиров в многопользовательском режиме. Все командиры имеют определённую специализацию, давая бонусы различным родам войск под их командованием. 18 сентября в игру была добавлена ракетная артиллерия и новые карты для одиночной и многопользовательской кампании. 15 октября 2015 года были добавлены два новых вида командиров, а также введены дополнительные меры против блокировки мест высадки атакующих игроков. 23 февраля 2017 года был анонсирован Борис, первый искусственный интеллект для RTS, основанный на нейронных сетях. В марте Борис был добавлен в игру.

## Продажи
Летом 2018 года, благодаря уязвимости в защите Steam Web API, стало известно, что точное количество пользователей сервиса Steam, которые играли в игру хотя бы один раз, составляет 129 872 человек.

### Превью и рецензии
- Андрей Александров. Превью: Блицкриг 3. Игры@Mail.Ru (23 сентября 2013). Дата обращения: 1 апреля 2015.
- Михаил Ватник. Превью: Блицкриг 3. Игры@Mail.Ru (28 января 2015). Дата обращения: 1 апреля 2015.
- Родион Ильин. Самая одиночная из всех многопользовательских RTS. Превью Блицкриг 3. Игромания (16 февраля 2015). Дата обращения: 1 апреля 2015.
- Константин Говорун. «Блицкриг 3» и тот, и не тот. IGN (24 февраля 2015). Дата обращения: 24 апреля 2015.
- Гнэл Унанян. Превью: Блицкриг 3. Навигатор игрового мира (2 марта 2015). Дата обращения: 1 апреля 2015. Архивировано из оригинала 31 марта 2015 года.
- Георгий Копьев. Превью «Блицкриг 3». kanobu.ru (27 января 2015). Дата обращения: 1 апреля 2015.
- Олег Зайцев. Главное — маневры: превью «Блицкриг 3». gmbox.ru (27 января 2015). Дата обращения: 1 апреля 2015. Архивировано из оригинала 2 апреля 2015 года.